# Teologia duchowości
Teologia duchowości (łac. theologia spiritualitatis) – dział teologii chrześcijańskiej zajmujący się życiem duchowym człowieka w świetle Objawienia.
Teologia duchowości bada doświadczenie wewnętrzne jako fenomen, obiektywizuje je w świetle Objawienia i nauczania Kościoła, by ustalić praktyczne normy aktualizacji, cenne dla osoby i wspólnoty. Owoce teologii duchowości jako nauki mają być wsparciem dla chrześcijan w prowadzeniu prawidłowego życia duchowego.

## Przedmiot teologii duchowości
Duchowość stanowi nieodłączny element życia wewnętrznego człowieka. Jeśli duchowość staje się przejawem wiary można powiedzieć, iż istnieje, przejawia się życie duchowe. Przedmiotem materialnym teologii duchowości jest życie duchowe. Teologia duchowości dotyczy aspektu podmiotowego, a więc bardziej tego, kto doświadcza zjednoczenia z Absolutem, zaś teologia życia duchowego aspektu przedmiotowego, a więc bardziej tego, czego doświadcza wierzący. Przedmiotem formalnym teologii duchowości jest doświadczenie duchowe w wymiarze afektywnym. Stąd czasem teologia duchowości określana jest też jako teologia afektywna.

## Historia
O współcześnie rozumianej teologii duchowości jako dyscyplinie naukowej można mówić od przełomu wieków XIX i XX, kiedy to papieże, którym zależało na właściwej formacji adeptów do kapłaństwa, zabiegali o wprowadzenie do wykładów seminaryjnych wyodrębnionego niejako z teologii moralnej traktatu o ascetyce. Jednak elementy dotyczące życia duchowego zawsze obecne były w doktrynie Kościoła, już od czasów ojców Kościoła. Papież Pius X zalecił ascetykę jako przedmiot seminaryjny w wydanym 1 września 1910 roku motu proprio Sacrorum antistitum. W programie studiów uniwersyteckich zagadnienia ascetyczne wprowadziły najpierw rzymskie wszechnice papieskie, najpierw w 1917 roku Angelicum, a zaraz potem w 1919 roku Gregorianum.
Bodźcem do rozwoju teologii duchowości było ogłoszenie św. Jana od Krzyża doktorem Kościoła w 1926 roku przez papieża Piusa XI. W konstytucji apostolskiej Deus Scientiarum Dominus z 12 czerwca 1931 Pius XI całkowicie wyodrębnił ascetykę (łac. ascetica), czyniąc ją nowym przedmiotem wykładowym. Zaczęły powstawać ośrodki naukowe zajmujące się kultywowaniem badań nad teologią duchowości. W 1935 karmelita o. Anzelm Gądek powołał do istnienia rzymskie Teresianum. W Polsce katedrę teologii ascetyczno-mistycznej powołano na Katolickim Uniwersytecie Lubelskim w 1957 roku. Po Soborze Watykańskim II podobne ośrodki naukowe otwierały poszczególne zakony i zgromadzenia na własnych uczelniach.

## Źródła teologii duchowości
Podstawowymi źródłami teologii duchowości jako nauki są Pismo Święte i Tradycja Kościoła. Znaczącą rolę mają również: różne formy nauczania Kościoła oraz powszechnego nauczania kościelnego, szczególnie chodzi tutaj o nauczanie Doktorów Kościoła. Źródła nie mają tej samej wartości w opisaniu, przekazaniu doświadczenia duchowego, które niejednokrotnie jest nawet niemożliwe do wyrażenia przez osobę. Bóg dotyka człowieka w sposób jednostkowy i niepowtarzalny. Źródłami dla teologii duchowości są również: dzienniki duchowe, spisane teksty modlitw, wszelkie opisy przeżyć duchowych. Mogą one często być zapisane przy użyciu języka poetyckiego, symbolicznego, metaforycznego, w zależności od kondycji i kultury świadka. Teologa interesują również wzorce postaw duchowych, ich ortodoksyjność w rozumieniu doktryny Kościoła. Werbalizacja doświadczenia duchowego dokonuje się „we wspólnocie Kościoła w liturgii”. Kościół wierzy tak, jak się modli (łac. lex orandi, lex credendi).
Źródłami pośrednimi dla teologii duchowości są: opisy osób trzecich (hagiografia, biografistyka, teksty liturgiczne, rytuały religijne), syntezy teologiczne, monografie, podręczniki wypracowane przez poszczególne szkoły duchowości. Teologia duchowości stara się podejść do doświadczeń duchowych, traktując je jako zjawiska wielowymiarowe, odciskające piętno zarówno na osobie jak i na wspólnocie, do której ona przynależy. Teolog posiłkuje się metodami badawczymi takich nauk, jak: psychologia, pedagogika, socjologia czy epistemologia.